# 清原春光
清原 春光（きよはら の はるみつ）は、平安時代前期の貴族。内蔵允・清原深養父の子。官位は従五位下・下総守。

## 人物と系図上の位置
各種系図に内蔵允・清原深養父の子として「従五位下・下総守」の官位が記されている以外の経歴は未詳。弟に「深養父二男」の注記を持つ清原重文がおり、長男とみられる。
子に「梨壺の五人」の1人として著名な歌人・清原元輔、孫に清少納言がいる。元輔は歌人でありながら諸国の国司を歴任した受領でもあった。
一部の系図では名を「下野守・顕忠」としているが、岸上慎二は『大日本史』に清原元輔の経歴を「内藏允深養父孫、下総守春光子也」としていることを引用し、同時代で一字違いの正四位下・藤原元輔の父（富小路右大臣を号した従二位・藤原顕忠）と混同されたことによる誤りとした。岸上説を受け、現在では「春光」の名が正しいとする見解が有力である。ただし、一部の系図には春光・顕忠のいずれも名がなく、深養父を元輔の父とするものがある。

## 系譜
- 父：清原深養父
- 母：不詳
- 妻：高向利生の娘
  - 男子：清原元輔（908-990）
  - 男子：清原元真（?-968頃）[3]